# Nowy Świat (województwo mazowieckie)
Nowy Świat – wieś w Polsce położona w województwie mazowieckim, w powiecie przysuskim, w gminie Klwów. Ma status sołectwa.
W latach 1975–1998 miejscowość położona była w województwie radomskim.
Wierni Kościoła rzymskokatolickiego należą do parafii św. Jadwigi w Odrzywole.